# Zephyranthes leucantha
Zephyranthes leucantha är en amaryllisväxtart som beskrevs av Thaddeus Monroe Howard. Zephyranthes leucantha ingår i släktet Zephyranthes och familjen amaryllisväxter. Inga underarter finns listade i Catalogue of Life.